# Zsolt Szabó (scheidsrechter)
Zsolt Szabó (Boedapest, 1 januari 1972) is een Hongaars voetbalscheidsrechter. Hij is sinds 1996 actief in de hoogste afdeling van het Hongaarse profvoetbal, de Magyar Labdarúgó Liga, en was FIFA-arbiter van 1999 tot 2011.

## Interlands
| Datum            | Wedstrijd                  | Uitslag | Competitie      | Kreeg geel | Kreeg voor de tweede keer geel en dus rood | Weggestuurd |
| ---------------- | -------------------------- | ------- | --------------- | ---------- | ------------------------------------------ | ----------- |
| 4 september 1991 | Turkije – Verenigde Staten | 1 – 1   | Oefeninterland  | 0          | 0                                          | 0           |
| 27 maart 2002    | Kroatië – Slovenië         | 0 – 0   | Oefeninterland  | 3          | 0                                          | 0           |
| 30 april 2003    | Tsjechië – Turkije         | 4 – 0   | Oefeninterland  | 1          | 0                                          | 0           |
| 11 oktober 2003  | Noorwegen – Luxemburg      | 1 – 0   | EK-kwalificatie | 2          | 0                                          | 0           |
| 17 november 2004 | Liechtenstein – Letland    | 1 – 3   | WK-kwalificatie | 4          | 0                                          | 0           |
| 8 oktober 2005   | Schotland – Wit-Rusland    | 0 – 1   | WK-kwalificatie | 4          | 0                                          | 0           |
| 30 mei 2006      | Polen – Colombia           | 1 – 2   | Oefeninterland  | 0          | 0                                          | 0           |
| 6 september 2006 | Azerbeidzjan – Kazachstan  | 1 – 1   | EK-kwalificatie | 1          | 0                                          | 0           |
| 30 mei 2007      | Oostenrijk – Schotland     | 0 – 1   | Oefeninterland  | 0          | 0                                          | 0           |
| 6 september 2008 | Georgië – Ierland          | 1 – 2   | WK-kwalificatie | 2          | 0                                          | 0           |
| 19 november 2008 | Nederland – Zweden         | 3 – 1   | Oefeninterland  | 1          | 0                                          | 0           |
| 14 oktober 2009  | San Marino – Slovenië      | 0 – 3   | WK-kwalificatie | 6          | 0                                          | 0           |
| 3 september 2010 | Armenië – Ierland          | 0 – 1   | EK-kwalificatie | 2          | 0                                          | 0           |
| 28 december 2010 | Qatar – Iran               | 0 – 0   | Oefeninterland  | 1          | 0                                          | 0           |